# Furcraea andina
Furcraea andina là một loài thực vật có hoa trong họ Măng tây. Loài này được William Trelease mô tả khoa học đầu tiên năm 1915.
Khu vực phân bố: Peru, Ecuador.

## Hình ảnh

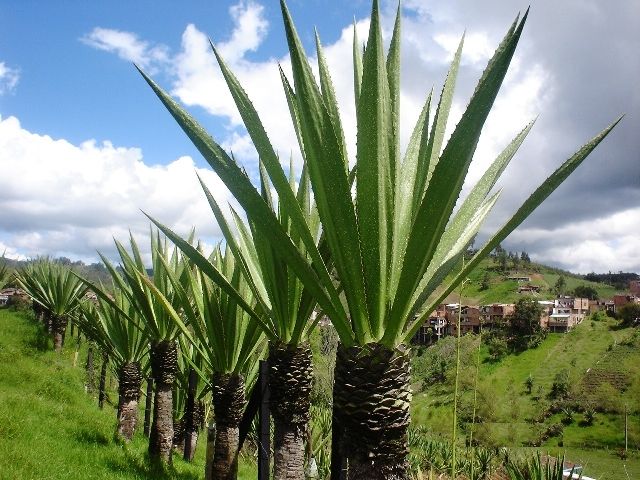
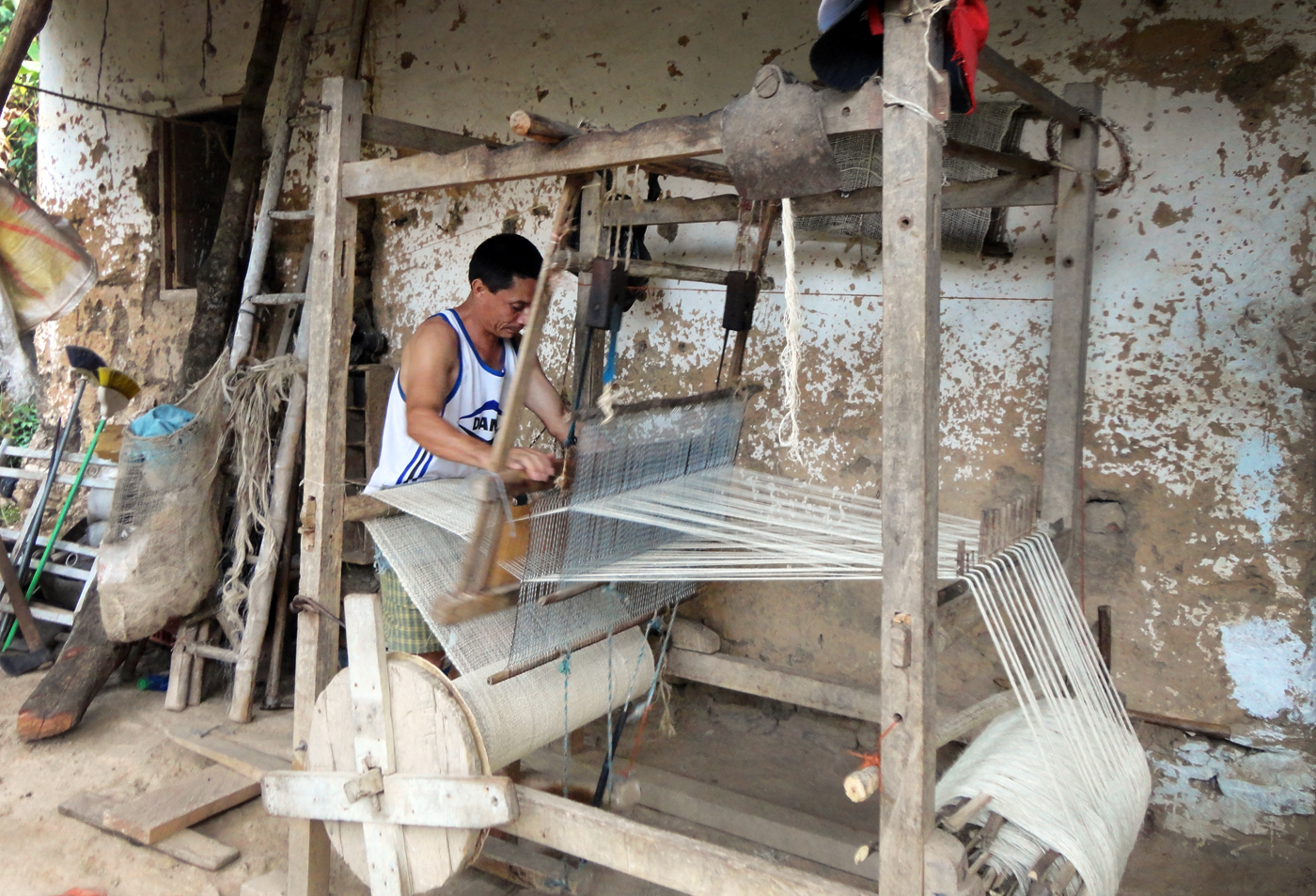